# Galileiho princip relativity
Galileiho princip relativity (též klasický princip relativity) je fyzikální princip, který říká, že zákony mechaniky mají stejný tvar ve všech inerciálních vztažných soustavách.
Na základě tohoto principu se v klasické mechanice při transformaci souřadnic (poloha a čas) mezi různými inerciálními vztažnými soustavami zachová tvar fyzikálních zákonů.
V rámci klasické mechaniky vychází Galileiho princip relativity z těchto postulátů:
- čas je absolutní (plyne ve všech vztažných soustavách stejně),
- pro skládání rychlostí platí vždy vektorový součet v = v1 + v2,
- hmotnost tělesa je stálá a nezávisí na rychlosti.

## Galileiho transformace
Transformace (Galileiho transformace) z jedné vztažné soustavy {\displaystyle (\mathbf {r} ,t)}do druhé soustavy {\displaystyle (\mathbf {r} ',t')}, která se vzhledem k první pohybuje konstantní rychlostí {\displaystyle \mathbf {v} _{R}}je dána vztahy
{\displaystyle \mathbf {r} =\mathbf {r} '+\mathbf {v} _{R}t}
{\displaystyle t=t'}

### Odvození
Uvažujme hmotný bod o hmotnosti {\displaystyle m}, pak jeho pohybové rovnice můžeme psát jako
{\displaystyle \mathbf {F} =m{\frac {d^{2}\mathbf {r} }{dt^{2}}}\quad {\text{resp.}}\quad \mathbf {F} '=m{\frac {d^{2}\mathbf {r} '}{dt^{2}}}}.
Pro rozdíl těchto sil dostáváme
{\displaystyle \mathbf {F} -\mathbf {F} '=m{\frac {d^{2}}{dt^{2}}}(\mathbf {r} -\mathbf {r} ')=m{\frac {d^{2}\mathbf {R} }{dt^{2}}}}.
Uvážíme-li, že je hmotnost nenulová, pak předchozí výraz bude nulový jen za předpokladu, že
{\displaystyle {\frac {d^{2}\mathbf {R} }{dt^{2}}}=0\quad {\text{neboli}}\quad {\frac {d\mathbf {R} }{dt}}=\mathbf {v} _{R}},
z čehož vyplývá, že síly jsou si rovny jen v případě, že se obě souřadnicové soustavy vůči sobě pohybují konstantní rychlostí a stejným směrem. Předpokládáme-li, že je první soustava inerciální, pak musí být za těchto podmínek inerciální i soustava druhá, odkud plyne Galileiho princip relativity.

## Důsledky
Galileiho princip relativity vyhovuje pohybům s rychlostí velmi nízkou v porovnání s rychlostí světla, tj. dějům klasické mechaniky.
Důsledky tohoto principu, např. možnost neomezeného růstu rychlosti, však odporují experimentům s pohyby, jejichž rychlost se blíží rychlosti světla. Pro takové děje je nutno použít Einsteinův princip relativity.